# HMS Munin (P152)
HMS Munin (P152) var en patrullbåt av Hugin-klassen i svenska marinen som sjösattes 1977.
HMS Munin kunde även bära sjunkbomber, men 18:e patrullbåtsdivisionens patrullbåtar var endast utrustade med en modifierad skrovfast fiskhydrofon av märket Simrad, vilket inte var något ubåtsjaktverktyg med större precision. Patrullbåtar av Kaparen-klass fick mot slutet av sin tjänstgöringstid möjlighet att använda släphydrofon. Munin var unik i en detalj mot hela övriga patrullbåtar av Hugin-klass; man hade möjlighet att styra fartyget med joystick.
År 2001 utrangerades samtliga båtar i 18. patrullbåtsdivisionen, och samtliga utom Hugin gick till skrot. Hugin kan numera beskådas som museifartyg på Göteborgs Maritima Centrum.